# レイン・タラマエ
レイン・タラマエ（Rein Taaramäe、1987年4月24日 - ）は、エストニア、タルトゥ出身の自転車競技（ロードレース）選手。ターラミャエ、ターラマエとも表記される。

## 経歴

### 2006年
- エストニア選手権・U23部門 個人タイムトライアル(ITT) 優勝
- GP西フランス・プルエーのU23部門で優勝。

### 2007年
- コフィディスとトレーニー契約。

### 2008年
- コフィディスとプロ契約した。

### 2009年
- バスク一周山岳賞を獲得。
- ツール・ド・ロマンディ総合3位
- ツール・ド・スイス総合8位。
- エストニア選手権では、ロード及びITTの二冠を達成。
- ツール・ド・ラン総合優勝、
- ブエルタ・ア・エスパーニャでグランツール初出場、総合74位。

### 2010年
- パリ〜ニース総合8位、新人賞部門2位。
- カタルーニャ一周総合3位。

### 2011年
- パリ〜ニース 総合4位 & 新人賞
- クリテリウム・アンテルナシオナル 総合3位
- エストニア選手権・ITT 優勝
- ツール・ド・フランス
  - 総合12位
  - 新人賞部門では、ピエール・ロランに届かず2位。
- ブエルタ・ア・エスパーニャ 区間1勝(第14)

### 2012年
- エストニア選手権・ITT 優勝

### 2015年
- アスタナに移籍
- アークティック・レース・オブ・ノルウェー　総合優勝

### 2016年
- チーム・カチューシャに移籍
- ジロ・デ・イタリアでは、第20ステージで独走勝利。ゴール時、無念の落車リタイアとなったチームのエース、イルヌール・ザカリンの頭文字の"Z"を描きゴールした。

### 2018年
- ディレクト・エネルジーへ移籍。

### 2019年
- エストニア選手権・ITT 優勝

### 2020年
- ツール・ドゥ・ルワンダ（英語版）  山岳賞

### 2021年
- エストニア選手権・ITT 優勝
- ブエルタ・ア・エスパーニャ 区間優勝（第3ステージ）

### 2022年
- エストニア選手権・ITT 優勝

### 2023年
- エストニア選手権・ITT 優勝

### 2024年
- エストニア選手権・ITT 優勝

### 2025年
- 日本のコンチネンタルチームであるキナンレーシングチームに移籍。
- シャールジャ・ツアー 総合3位（1/28）
- ツアー・オブ・メルスィン 総合4位（4/13）
- ツール・ド・熊野で移籍後日本国内初出走
- エストニア選手権・ITT 優勝